# Salamandra (herb szlachecki)

Herb Salamandra w ujęciu plastycznym Tadeusza Gajla

Salamandra – polski herb szlachecki pochodzenia czeskiego.

## Opis herbu
Opis z wykorzystaniem klasycznych zasad blazonowania:
W polu błękitnym (lub srebrnym) wśród płomieni salamandra złota (zwrócona w prawo lub w lewo). Klejnot nad hełmem w koronie ogon pawi. Labry błękitne, podbite złotem.

## Najwcześniejsze wzmianki
Herb przytoczył Szymon Okolski w 3 tomie Orbis polonus z 1645 roku. U niego salamandra zwrócona była w heraldyczną lewą stronę, nie była określona barwa pola. Okolski podaje informację, że herb przyniosła z Czech rodzina Chrząszczów, a herb miał zostać nadany przodkowi tej rodziny za zabicie ogniem smoka mieszkającego w jaskini.
W herbarzyku Antoniego Swacha z 1705 roku, będącym kompilacją dzieł poprzednich autorów, m.in. Okolskiego, herb odmalowany został jak u tego ostatniego.
Kasper Niesiecki w swojej pracy z 1743 roku przytacza herb za Okolskim. Powtarza też jego informacje genealogiczne.
Ewaryst Andrzej Kuropatnicki w swojej pracy z 1789 roku przytacza herb za wcześniejszymi autorami, ale pisze, że nie wiadomo kiedy i od kogo został nadany.
Piotr Nałęcz-Małachowski w Zbiorze nazwisk szlachty z 1790 roku zamieścił opis herbu tożsamy z opisami autorów poprzednich.
Emilian Szeliga-Żernicki w Die polnische Adel z 1900 roku podał, że pole herbu jest błękitne, a salamandra zwrócona jest w lewo.
Ten sam autor w Die polnischen Stammwappen z 1904 roku podał, że pole herbu jest błękitne lub srebrne, a salamandra zwrócona jest w lewo.
Juliusz Karol Ostrowski w swojej pracy z lat 1897–1906 zamieścił herb, powołując się na Okolskiego, Niesieckiego, Żernickiego, Borkowskiego i Rietstapa, ale u niego zwierzę zwrócone zostało w prawą stronę.
Teodor Chrząński w Tablicach odmian herbowych z 1909 roku odmalował herb zgodnie z opisem m.in. Niesieckiego, dając pole srebrne.

## Herbowni
Tadeusz Gajl podaje następujące rodziny herbownych:
Chrząszcz, Dembowski, Deszkowski, Kajsza, Kasicki, Kaszyc, Kaszycki, Kaysza, Koszycki, Pielesz, Pieleszyc, Sampoliński, Sępoliński.
Nazwiska Chrząszcz, Deszkowski, Kaszycki i Pielesz wymieniał już Okolski. Nazwiska Kaszyc i Sampoliński pojawiły się u Żernickiego. Nazwisko Kajsza z herbem Salamandra odnotowano na Litwie.